# Jaguar S-Type
La Jaguar S-Type è una vettura berlina prodotta dalla casa automobilistica britannica Jaguar Cars. È stata la prima "piccola" ammiraglia prodotta dalla casa automobilistica inglese.

## Storia
Il modello venne annunciato nel 1963 ma le consegne iniziarono solo l'anno successivo. Nel 1966 venne aggiunto il modello dotato del motore da 4,2 L (modello 420) che condivideva la carrozzeria con la S-Type, ma era più grande e lo stile della parte frontale e della vettura erano simili a quelli della berlina Mark X.
In termini di mercato la S-Type era pensata come un modello più grande e di gamma più alta della popolare Mark 2. Si può ritenere che la Jaguar vedesse nella S-Type il modello con il quale sostituirla, dato che la Mk2 aveva il codice interno di progetto Utah Mk. II e la S-Type quello di Utah Mk. III. Però la S-Type condivideva con la Mk2 solo il cofano.
Alla fine però i tre modelli - S-Type, Mk2 e Mark X - rimasero contemporaneamente in produzione ed essendo vetture inserite nello stesso segmento finirono per farsi concorrenza tra di loro.
La S-Type era dotata di molte innovazioni quali le sospensioni a ruote indipendenti sull'assale posteriore già montate sulla E-Type e sulla Mark X.
La vettura era disponibile con motore da 3,4 o 3,8 L sei cilindri in linea, quest'ultimo era  l'unica motorizzazione disponibile negli Stati Uniti.
Nel 1966 un profondo restyling (nuovo frontale in stile 420 G e varie migliorie ad interni e carrozzeria), diede vita, unitamente all'adozione del motore maggiorato a 4,2 liri, alla 420. Da questo modello venne realizzata dalla Daimler Motor Company una versione più lussuosa, la Sovereign. Questa fu la prima volta che la Daimler utilizzava su una sua vettura un motore prodotto dalla Jaguar e rimarchiato Daimler e non uno di sua produzione.
Con l'arrivo della XJ6, nell'agosto del 1968, la produzione della S-Type venne interrotta.